# رابینسون (داکوتای شمالی)
رابینسون(به انگلیسی: Robinson) شهری در ایالت داکوتای شمالی کشور ایالات متحده آمریکا است که جمعیت آن در سرشماری سال ۲۰۱۰ میلادی، ۳۷ نفر بوده‌است.